# محمود بریالی
محمود بریالی (به انگلیسی: Mahmood Baryalai)، آخرین رهبر حزب دموکراتیک خلق افغانستان و بنیانگذار نهضت فراگیر دموکراسی و ترقی افغانستان بود.